# Джамба (Астраханская область)
Джамба́ — село в Икрянинском районе Астраханской области, входит в состав Икрянинского сельсовета.  Около 78% населения составляют этнические калмыки — один из народов Астраханской области, традиционно исповедующий буддизм.

## Физико-географическая характеристика
Село расположено в южной части Икрянинского района между ильменем Тараты и ериком Кисин. Последний отделяет Джамбу от более крупного русского села Восточное. Расстояние до Астрахани по прямой составляет 39 километров (до центра города), до районного центра и центра сельсовета села Икряное — 6 километров.
Климат резко континентальный, с жарким и засушливым летом и бесснежной ветреной, иногда с большими холодами, зимой. Согласно классификации климатов Кёппена-Гейгера тип климата — семиаридный (индекс BSk).
Часовой пояс
Джамба, как и вся Астраханская область, находится в часовой зоне МСК+1. Смещение применяемого времени относительно UTC составляет +4:00.

## Население
| 2002 | 2010 |
| ---- | ---- |
| 93   | ↗119 |

Этнический состав в 2002
| Национальность | Численность | Процент |
| -------------- | ----------- | ------- |
| Калмыки        | 75          | 82,42%  |
| Русские        | 16          | 17,58%  |
| Всего          | 91          | 100%    |

Этнический состав в 2010
| Национальность | Численность | Процент |
| -------------- | ----------- | ------- |
| Калмыки        | 62          | 54,9%   |
| Русские        | 32          | 28,3%   |
| Не указана     | 19          | 16,8%   |
| Всего          | 112         | 100%    |

## Инфраструктура
В селе действует дом культуры, на улице Заречной работает продуктовый магазин. Регулярного общественного транспорта и образовательных учреждений в Джамбе нет.